# 陳士梅
陳士梅（？—？），字調甫，號和陽，福建兴化府莆田縣人，明末清初政治人物。同進士出身。

## 生平
崇禎六年（1633年）癸酉科福建鄉試第八十六名舉人，崇禎七年（1634年），聯登甲戌科進士，大理寺觀政，本年六月授揚州府推官，九年任應天府鄉試同考官，十年拾遺去職。。

## 家族
曾祖陈所蕴，庠生；祖陈廷春，庠生；父陈世泽。